# Nastro d'argento al millor doblatge
El Nastro d'argento (Cinta de plata) és un premi cinematogràfic concedit anyalment, des de 1946, pel Sindicat Nacional de Periodistes Cinematogràfics Italians (Sindacato Nazionale dei Giornalisti Cinematografici Italiani) l'associació italiana de crítics de cinema.
El Nastro d'argento al millor doblatge és un premi de cinema italià atorgat anualment pel Sindicat Nacional de Periodistes Cinematogràfics Italians del 1988 al 2001, del 2003 al 2007, del 2009 al 2010 i, de nou, del 2019 amb el patrocini de Nuovo IMAIE. Atorgat fins a 2001 a un actor de veu i una actriu de veu per cada any, el premi va canviar posteriorment la seva manera de concedir-se diverses vegades. El 2010, per única vegada, es van premiar dos directors de doblatge.

## Albo d'oro
- 1988
  - Ludovica Modugno per Encís de lluna
  - Giuseppe Rinaldi per L'últim emperador
- 1989
  - Paolo Maria Scalondro per Inseparables
  - Marzia Ubaldi per Una altra dona
- 1990
  - Roberto Chevalier per Talk Radio
  - Simona Izzo per Scenes from the Class Struggle in Beverly Hills
- 1991
  - Tonino Accolla per Enric V
  - Micaela Giustiniani per Tot passejant Miss Daisy
- 1992
  - Rossella Izzo per Thelma i Louise
  - Pino Locchi per Estrany vincle de sang
- 1993
  - Carla Cassola per Orlando
  - Massimo Corvo per La bella i la bèstia, Reservoir Dogs i L'últim dels mohicans
- 1994
  - Giancarlo Giannini per Atrapat pel passat
  - Alessandra Korompay per Tres colors: Blau
- 1995
  - Emanuela Rossi per Shadowlands
  - Carlo Valli per Mrs. Doubtfire
- 1996
  - Luca Biagini per Oblidar París
  - Antonella Rendina per Encanteri a la ruta maia
- 1997
  - Aurora Cancian per Secrets i mentides
  - Gigi Proietti per Casino
- 1998
  - Massimo Popolizio per Hamlet
  - Rita Savagnone per Mrs. Dalloway
- 1999
  - Roberto Pedicini per The Truman Show i Celebrity
  - Graziella Polesinanti per Central do Brasil
- 2000
  - Roberto Chevalier per Magnolia
  - Tatiana Dessi per Boys Don't Cry
- 2001
  - Franca D'Amato per Chocolat
  - Michele Gammino per Le verità nascoste'
- 2003
  - Pino Insegno per El Senyor dels Anells: Les dues torres i Ice Age: L'edat de gel
- 2004
  - Luca Zingaretti per Buscant en Nemo
- 2005
  - Cristina Boraschi i Francesco Pannofino per Closer
  - Fiorello per Garfield - Il film
- 2006
  - Adalberto Maria Merli per Million Dollar Baby
  - Alessandra Korompay per Niente da nascondere
- 2007
  - Adriano Giannini per Centochiodi
- 2009
  - Adriano Giannini per El cavaller fosc
- 2010
  - Carlo Di Carlo a la carrera
  - Maura Vespini a la carrera
- 2019
  - Angelo Maggi i Simone Mori per El gras i el prim
- 2020
  - Claudia Catani ed Emanuela Rossi per Maleficent: Mistress of Evil
  - Stefano De Sando per The Irishman